# Promień nadzwyczajny
Promień nadzwyczajny – w kryształach dwójłomnych, jeden z dwu promieni powstałych z rozdzielenia promienia światła padającego na taki kryształ. Charakteryzuje się anizotropią prędkości rozchodzenia się w krysztale (prędkość ta zależy od kierunku, w którym się rozchodzi). Nie spełnia on prawa Snelliusa (np. może zmieniać kierunek nawet wówczas, gdy światło pada prostopadle do powierzchni kryształu). Nie musi on leżeć w jednej płaszczyźnie z promieniem padającym (zob. płaszczyzna padania światła). Polaryzacja tego promienia jest równoległa do płaszczyzny głównej (płaszczyzny przechodzącej przez dany promień światła i przecinającą go oś optyczną). Promień taki oznacza się symbolem {\displaystyle e} (ang. extraordinary – nadzwyczajny), ponieważ ma inne właściwości w porównaniu z promieniem zwyczajnym, który spełnia prawo Snelliusa.